# Иоанн (экзарх Болгарский)
Иоа́нн Экза́рх (ст.‑слав. Їѡаннъ Єѯархъ; начало 2-й половины IX — 1-я треть X) — болгарский экзарх, писатель, экзегет и переводчик, представитель Преславской книжной школы. Современник болгарского царя Симеона I (X век). Предположительно вместе с Симеоном учился в Византии. Иоанн был болгарским писателем и переводчиком следующего за Кириллом и Мефодием поколения. Православный святой, память 31 июля (13 августа).
Известия о его жизни ограничиваются предположениями, но достоверные данные памятников истории свидетельствуют, что он был сотрудником царя Симеона в его просветительной деятельности.
Как видно из некоторых мест «Шестоднева», Иоанн принадлежал к числу учёнейших людей своего времени; он знал славянский, греческий и еврейский языки, имел глубокие познания в книгах Святого Писания и знал как творения святых Отцов, так и философов Древней Греции.

## Труды
Иоанн перевёл на славянский язык «Точное изложение православной веры» («Небеса») и «Философские главы» («Философию») Иоанна Дамаскина, а также составил свой «Шестоднев» (толкование первых глав книги Бытия). При составлении этого труда Иоанн пользовался сочинениями Севериана Гевальского, святого Василия Великого и Иоанна Златоуста, а также Аристотеля, Платона и др.
Древнейший из сохранившихся списков «Шестоднева» сделан в 1263 году Феодором Грамматиком в Хиландарском монастыре. Иоанн перевёл, а отчасти переложил, применяя к славянскому языку, также греческую грамматику Иоанна Дамаскина «О восьми частях речи» и несколько слов.
Написал ряд слов и проповедей на различные церковные праздники. Им было написано «Слово на Вознесение Господа нашего Иисуса Христа». Ему приписываются также «Слово на Преображение» и сочинение «От сказания евангельского».